# Bolearți, Plovdiv
Bolearți (în bulgară Болярци) este un sat în comuna Sadovo, regiunea Plovdiv,  Bulgaria. 

## Demografie
Componența etnică a satului Bolearți
     Bulgari (61,59%)
     Romi (3,73%)
     Nicio identificare (34,67%)
     Altele (0,26%)
La recensământul din 2011, populația satului Bolearți era de 2.679 locuitori. Din punct de vedere etnic, majoritatea locuitorilor (61,59%) erau bulgari, cu o minoritate de romi (3,73%). Pentru 34,67% din locuitori nu este cunoscută apartenența etnică.